# جزناية
جزناية قبيلة أمازيغية في الريف شمال المغرب تنتمي إلى إقليم تازة. المراكز الحضرية في قبيلة جزناية هي: تيزي وسلي، وأكنول، وأجدير.
جزناية قبيلة تقع في الريف شمال المغرب وتشكل المنطقة من سلاسل جبلية مهمة، من القبائل المجاورة منها، اكنول، اجدير، عين حمراء، تيزي اوسلي، قسيطة الخ وللمنطقة تاريخ حافل بالقاومة ضد الاحتلال الفرنسي والإسباني. وتمتاز المنطقة بمناخ متنوع ومعتدل من أهم المنتجات الفلاحية: الزيتون والخضار ولاسيما بعض الفواكه الجافة كاللوز والحوامض.
تقع قبيلة جزناية في وسط قبائل الريف في الناحية الجنوبية وتحدها من جهة الغرب قبائل البرانس ومرنيسة حيث قرى باب مروج وأربعاء بني فتاح، وكاف الغار، وظهر السوق، ومن الشمال قبيلة أيت توزين وقبيلة أيت ورياغل، حيث عزيب ميضار وسوق ثلاثاء أزلاف وقاسيطا، وتالامغايت وسوق أربعاء توريرت، بني عمارت ومن الجنوب البرانس أيضا وقبائل بني وراين حيث سبت بوقلال وأمسون مع سكان غياتة المحيطين بمدينة تازة أما من الشرق فتحدها قبائل لمطالسة حيث قرى عين الزهرة ومزكيطام ‘‘مزكيثام‘‘ .

## فرق قبيلة جزناية
- فرقة بني يونس السفلى: هذه الفرقة تظم كل القبائل التالية:[3]
  - اخندوق،
  - بوعنقود،
  - تاستيت،
  - بني حازم،
  - خبابة،
  - سيدي علي بورقبة،
  - افزارن،
  - إزورار.
- فرقة بني يونس الفوقية:
  - أزرو،
  - حضرية،
  - تاغيلاست.
- فرقة أولاد علي بنعيسى:
  - قرية سيدي أحمد بن أمُوسى،
  - وونكورت،
  - تنملال،
  - الغرفات،
  - تغرا،
  - جبل سيدي عيسى،
  - تيزي انرار.
- فرقة بني محمد (فتحًا): تظم كل من:
  - بني بو جطو،
  - ايت تيار،
  - اولاد زيان.
- فرقة بني عاصم، القسم الشرقي:
  - إزشريثا أي الزكريتيين،
  - إخوانًا،
  - إهراسًا،
  - إقروعا،
  - إنحناحا،
  - إياروحدو د،
  - عين الحمراء،
  - برارت.
- فرقة بني عاصم، القسم الغربي: وقراها:
  - إهروشن،
  - عين عشبون،
  - تلمست وبورد.
- فرقة الشاوية (إيشاوين): وتضم: ** أولادعبدالله،
  - ثغزرثين،
  - إزمورن،
  - إحموثا،
  - بويسلي،
  - إمزذورار،
  - وويزغث، سوان،
  - إعثمانا.
  - اجبارنة.

## شخصيات
- إلياس النهاشى٬ كيك بوكسر، هولندا.
- نبيل حريولي٬ كيك بوكسر، هولندا.

## أعلام
- علي الجزنائي (القرن 14 م)، مؤرخ مغربي.[4]